# Nimbarus pratensis
Nimbarus pratensis là một loài nhện trong họ Salticidae. Chúng thuộc chi đơn loài Nimbarus, được Rollard & Wanda Wesołowska miêu tả năm 2002, thường xuất hiện ở Guinea.